# ایوب‌لو (صائم بی‌لی)
ایوب‌لو (به ترکی استانبولی: Eyüplü) یک منطقهٔ مسکونی در ترکیه است که در صائم‌بیلی واقع شده‌است.